# Strv 2000主战坦克
Stridsvagn 2000（Strv 2000）是一个寻找21世纪新型坦克的概念化项目，此项目在1984年至1991年间被相关部门评估。
在20世纪70年代出台的国防法案中，瑞典军方决定转向更轻型的战车系列。然而，对新型瑞典主战坦克的需求仍然被认为仍然存在。1984年，瑞典国防物资管理局（FMV）重新开始围绕瑞典新型坦克系统进行研究。HB Utveckling AB（贝宜系统AB博福斯和贝宜系统AB樱桃林的合资公司）被FMV选为正处于概念设计中的坦克的主要供应商。由于1992年的国防决定，围绕瑞典新型坦克的项目于1991年被取消，当时政府决定购买120辆豹2改进型，并与德国签订了16辆豹2A4的租赁协议。

## 概念
在围绕瑞典新坦克系统进行开发的项目被放弃之前，五个最有趣的概念被提出。
T 140和T 140/40重59吨，安装炮塔，3名乘员。Concept T 140战车将安装一门140毫米火炮，而Concept T 140/40除140毫米主炮外，还将配备一门并联安装的40毫米机炮。与之对应，可分别携带29发和148发弹药。
T 120B重58吨，安装炮塔，3名乘员。战车将安装一门120毫米NATO兼容的手动装填的滑膛炮。战车总共可携带48发炮弹。
L 140重59吨，安装炮塔，3名乘员。此车基于CV90装甲车的加固底盘设计，并配备一门140毫米火炮，与未来的北约系统兼容。战车上总共可携带40发炮弹。
O 140/40重52吨，模块化坦克，2名乘员，配有顶部安装的大炮。主要武器是一门140毫米火炮，副武器是一门40毫米机炮，与之对应，可分别携带34发和140发弹药。